# Hattfjelldal
Hattfjelldal – norweskie miasto i gmina leżąca w regionie Nordland.
Hattfjelldal jest 17. norweską gminą pod względem powierzchni.

## Demografia
Według danych z roku 2005 gminę zamieszkuje 1530 osób. Gęstość zaludnienia wynosi 0,57 os./km². Pod względem zaludnienia Hattfjelldal zajmuje 364. miejsce wśród norweskich gmin.
| ludność stan na 1 stycznia 2005 |         |           |       |
|                                 | kobiety | mężczyźni | razem |
| osób                            | 777     | 753       | 1530  |
| %                               | 50,78%  | 49,22%    | 100%  |

| wykształcenie stan na 1 października 2004 |        |         |        |        |
|                                           | podst. | średnie | wyższe | niezn. |
| osób                                      | 417    | 650     | 157    | 26     |
| %                                         | 33,36% | 52%     | 12,56% | 2,08%  |

## Edukacja
Według danych z 1 października 2004:
- liczba szkół podstawowych (norw. grunnskolar): 4
- liczba uczniów szkół podst.: 225

## Władze gminy
Według danych na rok 2011 administratorem gminy (norw. rådmann) jest Bent Øverby, natomiast burmistrzem (norw. ordfører, d. borgermester) jest Asgeir Kåre Almås.